# Ashmeadiella breviceps
Ashmeadiella breviceps är en biart som beskrevs av Michener 1939. Ashmeadiella breviceps ingår i släktet Ashmeadiella och familjen buksamlarbin. Inga underarter finns listade i Catalogue of Life.